# Tomislav Steinbrückner
Tomislav Steinbrückner (Petrijevci, 17 oktober 1966) is een Kroatische voetbaltrainer en voormalig voetballer.